# استیون گولدبلات
استیون گولدبلات (انگلیسی: Stephen Goldblatt؛ زادهٔ ۱۹۴۵ (۷۹–۸۰ سال)) یک کارگردان و فیلم‌بردار اهل آفریقای جنوبی است.

## فیلم‌شناسی
- Breaking Glass (۱۹۸۰)
- Outland (۱۹۸۱)
- The Return of the Soldier (۱۹۸۲)
- گرسنگی (۱۹۸۳)
- The Cotton Club (film) (۱۹۸۴)
- Young Sherlock Holmes (۱۹۸۵)
- اسلحه مرگبار (۱۹۸۷)
- Everybody's All-American (۱۹۸۸)
- اسلحه مرگبار ۲ (۱۹۸۹)
- جو در برابر آتشفشان (۱۹۹۰)
- شاهزاده جزر و مد (۱۹۹۱)
- برای پسران (۱۹۹۱)
- بزرگسالان راضی (۱۹۹۲)
- پرونده پلیکان (۱۹۹۳)
- بتمن برای همیشه (۱۹۹۵)
- رقص برهنه (۱۹۹۶)
- بتمن و رابین (۱۹۹۷)
- Conspiracy (۲۰۰۱)
- راهی به سوی جنگ (۲۰۰۲)
- Millennium "فرشتگان در آمریکا"
- Perestroika "فرشتگان در آمریکا"
- نزدیک‌تر (۲۰۰۴)
- Rent (۲۰۰۵)
- جنگ چارلی ویلسون (۲۰۰۷)
- جولی و جولیا (۲۰۰۹)
- پرسی جکسون و المپ‌نشینان: دزد صاعقه (۲۰۱۰)
- خدمتکاران (۲۰۱۱)
- Get On Up (۲۰۱۴)